# Relais 4 × 400 mètres féminin aux championnats du monde d'athlétisme 2019
Pour un article plus général, voir Championnats du monde d'athlétisme 2019.
Navigation
Londres 2017 Eugene 2022
L'épreuve du relais 4 × 400 mètres féminin des championnats du monde de 2019 se déroule les 5 et 6 octobre 2019 dans le Khalifa International Stadium, au Qatar.

## Résultats

### Finale
| Rang               | Couloir | Pays        | Athlètes                                                                                  | Temps         | Notes |
| ------------------ | ------- | ----------- | ----------------------------------------------------------------------------------------- | ------------- | ----- |
| Médaille d'or      | 7       | États-Unis  | Phyllis Francis Sydney McLaughlin Dalilah Muhammad Wadeline Jonathas                      | 3 min 18 s 92 | WL    |
| Médaille d'argent  | 6       | Pologne     | Iga Baumgart-Witan Patrycja Wyciszkiewicz Małgorzata Hołub-Kowalik Justyna Święty-Ersetic | 3 min 21 s 89 | NR    |
| Médaille de bronze | 4       | Jamaïque    | Anastasia Le-Roy Tiffany James Stephenie Ann McPherson Shericka Jackson                   | 3 min 22 s 37 | SB    |
| 4                  | 5       | Royaume-Uni | Zoey Clark Jodie Williams Emily Diamond Laviai Nielsen                                    | 3 min 23 s 02 | SB    |
| 5                  | 2       | Belgique    | Hanne Claes Imke Vervaet Paulien Couckuyt Camille Laus                                    | 3 min 27 s 15 |       |
| 6                  | 8       | Ukraine     | Kateryna Klymiuk Olha Lyakhova Tetyana Melnyk Hanna Ryzhykova                             | 3 min 27 s 48 |       |
| 7                  | 3       | Pays-Bas    | Lieke Klaver Lisanne de Witte Bianca Baak Femke Bol                                       | 3 min 27 s 89 |       |
| -                  | 9       | Canada      | Alicia Brown Aiyanna Stiverne Madeline Price Sage Watson                                  | DQ            |       |

### Séries
Les 3 premiers de chaque série (Q) et les 2 meilleurs temps (q) se qualifient pour la finale.
| Rang | Série | Couloir | Pays        | Athlètes                                                                                 | Temps         | Notes |
| ---- | ----- | ------- | ----------- | ---------------------------------------------------------------------------------------- | ------------- | ----- |
| 1    | 2     | 6       | États-Unis  | Jessica Beard Allyson Felix Kendall Ellis Courtney Okolo                                 | 3 min 22 s 96 | Q, WL |
| 2    | 1     | 7       | Jamaïque    | Roneisha McGregor Anastasia Le-Roy Tiffany James Stephenie Ann McPherson                 | 3 min 23 s 64 | Q, WL |
| 3    | 2     | 3       | Royaume-Uni | Zoey Clark Jodie Williams Jessica Turner Laviai Nielsen                                  | 3 min 24 s 99 | Q, SB |
| 4    | 1     | 4       | Pologne     | Anna Kiełbasińska Małgorzata Hołub-Kowalik Patrycja Wyciszkiewicz Justyna Święty-Ersetic | 3 min 25 s 78 | Q     |
| 5    | 1     | 8       | Canada      | Alicia Brown Aiyanna-Brigitte Stiverne Madeline Price Sage Watson                        | 3 min 25 s 86 | Q, SB |
| 6    | 2     | 2       | Ukraine     | Kateryna Klymiuk Olha Lyakhova Tetyana Melnyk Hanna Ryzhykova                            | 3 min 26 s 57 | Q, SB |
| 7    | 2     | 4       | Belgique    | Hanne Claes Imke Vervaet Paulien Couckuyt Camille Laus                                   | 3 min 26 s 58 | q, NR |
| 8    | 1     | 3       | Pays-Bas    | Lieke Klaver Lisanne de Witte Bianca Baak Femke Bol                                      | 3 min 27 s 40 | q, SB |
| 9    | 2     | 9       | Italie      | Maria Benedicta Chigbolu Ayomide Folorunso Giancarla Trevisan Raphaela Lukudo            | 3 min 27 s 57 |       |
| 10   | 1     | 5       | Australie   | Bendere Oboya Lauren Boden Ellie Beer Rebecca Bennett                                    | 3 in 28 s 64  | SB    |
| 11   | 1     | 6       | Inde        | Jisna Mathew Machettira Raju Poovamma Velluva Koroth Vismaya Venkatesan Subha            | 3 min 29 s 42 | SB    |
| 12   | 1     | 9       | France      | Amandine Brossier Déborah Sananes Elise Trynkler Agnès Raharolahy                        | 3 min 29 s 66 | SB    |
| 13   | 2     | 5       | Cuba        | Zurian Hechavarria Rose Mary Almanza Adriana Rodriguez Roxana Gómez                      | 3 min 29 s 84 | SB    |
| 14   | 2     | 8       | Suisse      | Lea Sprunger Fanette Humair Rachel Pellaud Yasmin Giger                                  | 3 min 30 s 63 |       |
| 15   | 1     | 2       | Nigeria     | Blessing Oladoye Patience Okon George Abike Funmilola Egbeniyi Favour Ofili              | 3 min 35 s 90 |       |
|      | 2     | 7       | Botswana    | Oarabile Babolayi Thomphang Basele Oratile Nowe Amantle Montsho                          | DNS           |       |

## Légende
Records et Performances
- AR : Record continental (area record)
- CR : Record des championnats (championship record)
- MR : Record du meeting (meet record)
- NR : Record national (national record)
- OR : Record olympique (olympic record)
- PR : Record paralympique (paralympic record)
- PB : Record personnel (personal best)
- SB : Meilleure performance personnelle de la saison (season's best)
- WL : Meilleure performance mondiale de l'année (world leader)
- WJR : Record du monde junior (world junior record)
- WR : Record du monde (world record)

Circonstances et Conditions
- DNF : N'a pas terminé (did not finish)
- DNS : N'a pas pris le départ (did not start)
- DQ : Disqualification (disqualification)
- NM : Aucun essai valable enregistré (No Mark)
- Q : Qualifié « directement » au prochain tour (ou à la prochaine compétition), lors d'une compétition majeure, grâce au classement ou à la réalisation des minima (automatic qualifier)
- q : Qualifié au prochain tour (ou à la prochaine compétition), lors d'une compétition majeure, grâce au repêchage ou à la réalisation de l'une des meilleures performances parmi celles des « non qualifiés directement » (grâce au meilleur temps ou à la meilleure distance par exemple) (secondary qualifier)